# Stichopogon septemcinctus
Stichopogon septemcinctus là một loài ruồi trong họ Asilidae. Stichopogon septemcinctus được Becker miêu tả năm 1908. Loài này phân bố ở vùng Cổ Bắc giới và nhiệt đới châu Phi.